# Lomtjärnen (Gustafs socken, Dalarna, 670210-149108)
Lomtjärnen är en sjö i Säters kommun i Dalarna och ingår i Dalälvens huvudavrinningsområde.